# Puihardy

Puihardy este o comună în departamentul Deux-Sèvres, Franța. În 2009 avea o populație de 57 de locuitori.